# رینگز آو سترن
رینگز آو سترن (انگلیسی: Rings of Saturn) یگ گروه دث‌کور آمریکایی ازمنطقه خلیج سان فرانسیسکو، کالیفرنیا است که در سال ۲۰۰۹ تشکیل شد.